# Liedekerke
Liedekerke là một đô thị ở tỉnh Vlaams-Brabant, Bỉ. Tại thời điểm ngày 1 tháng 1 năm 2006,  Liedekerke có tổng dân số 11.920 người. Tổng diện tích là 10.08 km² với mật độ dân số 1.183 người trên mỗi km². 